# Dornhaldenfriedhof

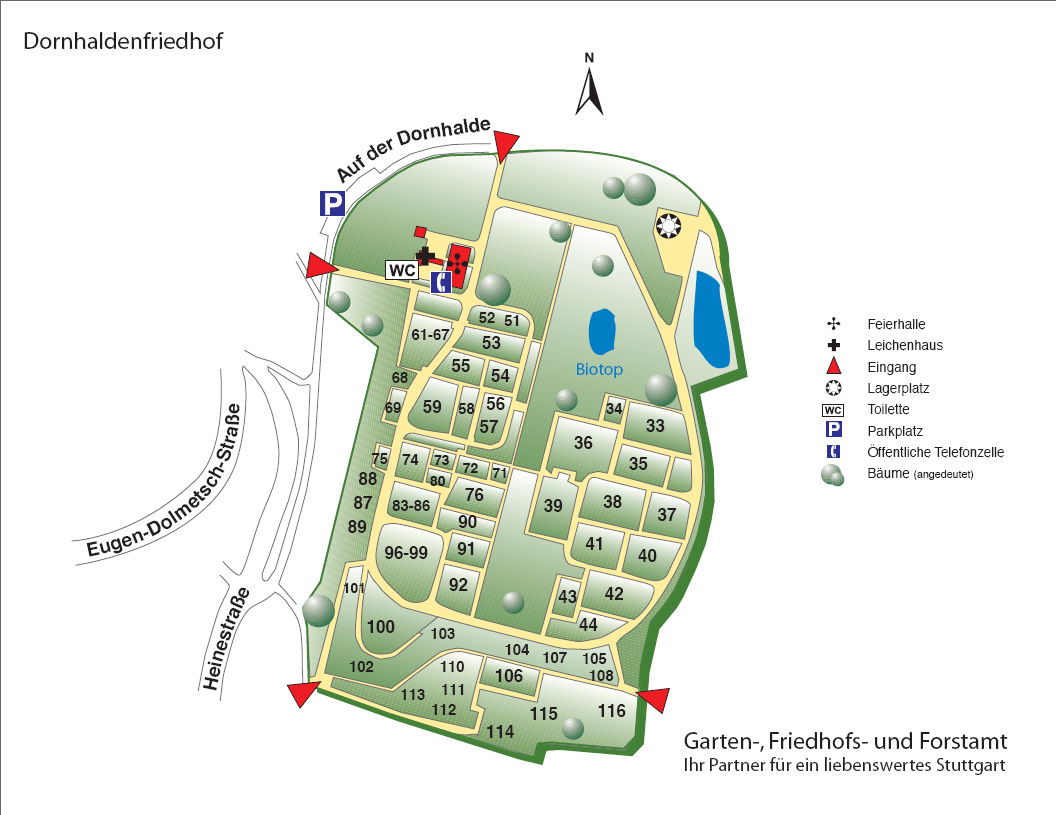
Übersichtsplan.

Der Dornhaldenfriedhof ist ein 1974 in Stuttgart-Degerloch angelegter Friedhof. Er befindet sich auf dem Gelände des ehemaligen königlichen "Schießplatzes Dornhalde".

## Beschreibung
Der 9 Hektar große Friedhof liegt in einem Waldgebiet gegenüber dem Stuttgarter Waldfriedhof. Er gehört zu den Friedhöfen im Walde mit großem Bestand an Hainbuchen, Akazien und Eichen.

## Zeugnisse des Schießplatzes
Der Dornhaldenfriedhof befindet sich in einem Waldgebiet auf dem Gelände des ehemaligen "Schießplatzes Dornhalde" der Königlichen Garnison Stuttgart, der der über neun 400-Meter-Schießbahnen verfügte. Auf den früheren Schießplatzbetrieb weisen noch einige Zeugnisse hin:
- Eine Waldparzelle in der Umgebung heißt „Schießbahn 10/4“.
- In der Nähe des Seilbahnbahnhofs beginnt der Waldweg „Schießbahnweg“, der in den zum Dornhaldenfriedhof führenden Dornhaldenweg übergeht.
- Auf dem Friedhof sind noch zwei Längswälle der ehemaligen Schießplatzanlage erkennbar, die früher zur Trennung der Schießbahnen dienten. Der verkürzte Rest eines Walls liegt neben den Friedhofshallen, der andere noch in Originallänge erhaltene Wall beginnt nahe beim Schützenhaus und verläuft bis zum Ende des Friedhofs.

Am Nordrand des Friedhofs steht das im Eigentum der Stadt Stuttgart befindliche denkmalgeschützte Garnisonsschützenhaus von 1880 bzw. 1893, das im Hauptgebäude die Kantine sowie die Scheibenwerkstatt des Schießplatzes Dornhalde der Königlichen Garnison Stuttgart beherbergte und seit 2009 leersteht.

## Bestattungen
Bekannt wurde der Dornhaldenfriedhof 1977 als Grabstätte der RAF-Terroristen Andreas Baader, Gudrun Ensslin und Jan-Carl Raspe, die der damalige Oberbürgermeister Manfred Rommel trotz Protesten in einem gemeinsamen Grab im Südwesten der Anlage bestatten ließ.  Die Holzsärge der drei Toten wurden erst kurz vor dem Begräbnis auf den Friedhof gebracht, wobei niemandem mitgeteilt wurde, in welchem Sarg welche Leiche lag. Die Urne des mutmaßlichen RAF-Mitglieds Horst Ludwig Meyer wurde 1999 ebenfalls auf dem Dornhaldenfriedhof beigesetzt.
Auf dem Dornhaldenfriedhof befinden sich auch die Grabstätten folgender Persönlichkeiten:
- Max Bense, Philosoph
- Margarete Hannsmann, Schriftstellerin
- Peter O. Chotjewitz, Schriftsteller

## Galerie

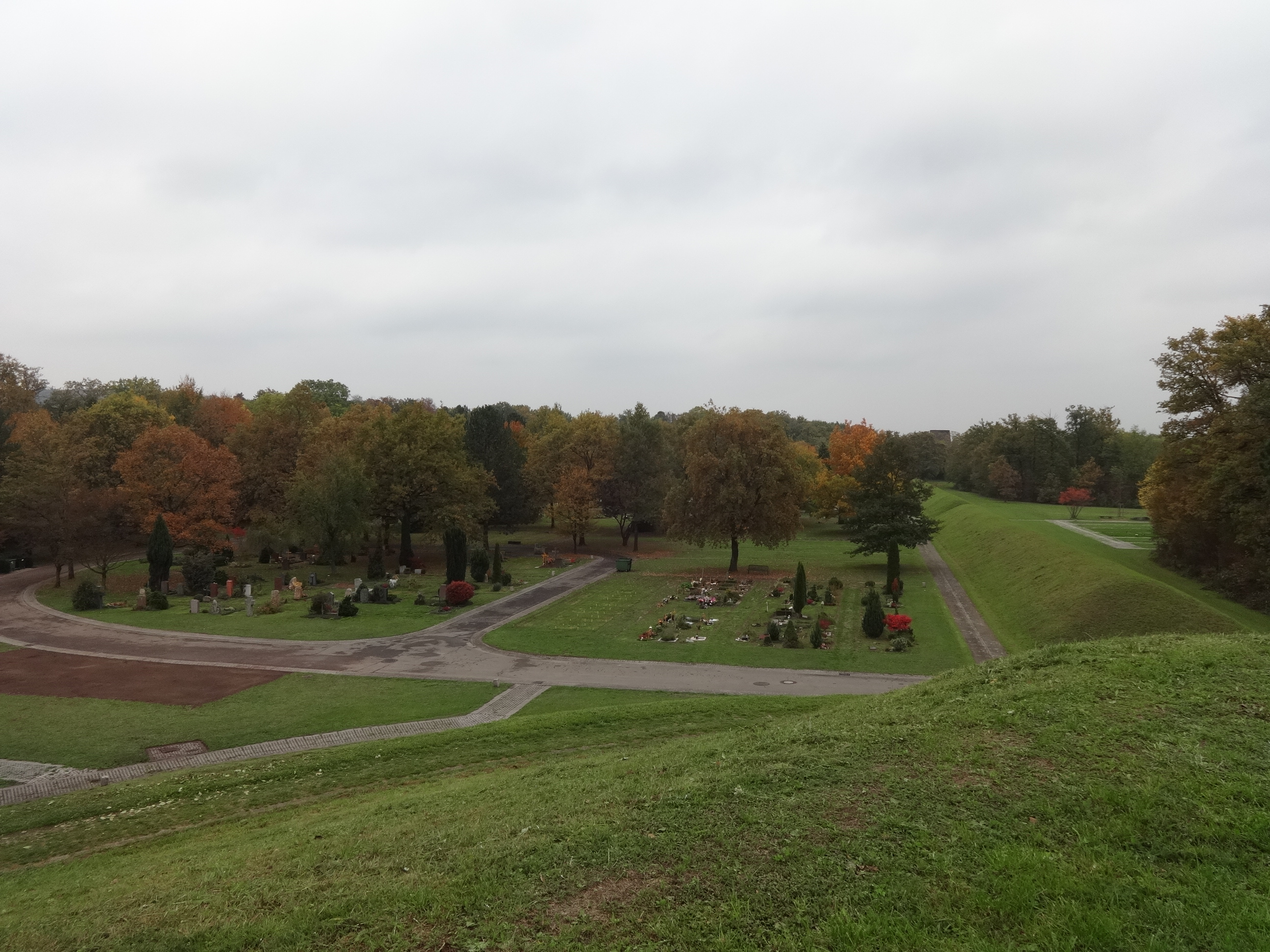
Längswälle des königlichen Schießplatzes zwischen den Friedhofsabteilungen 91/92 und 43/44
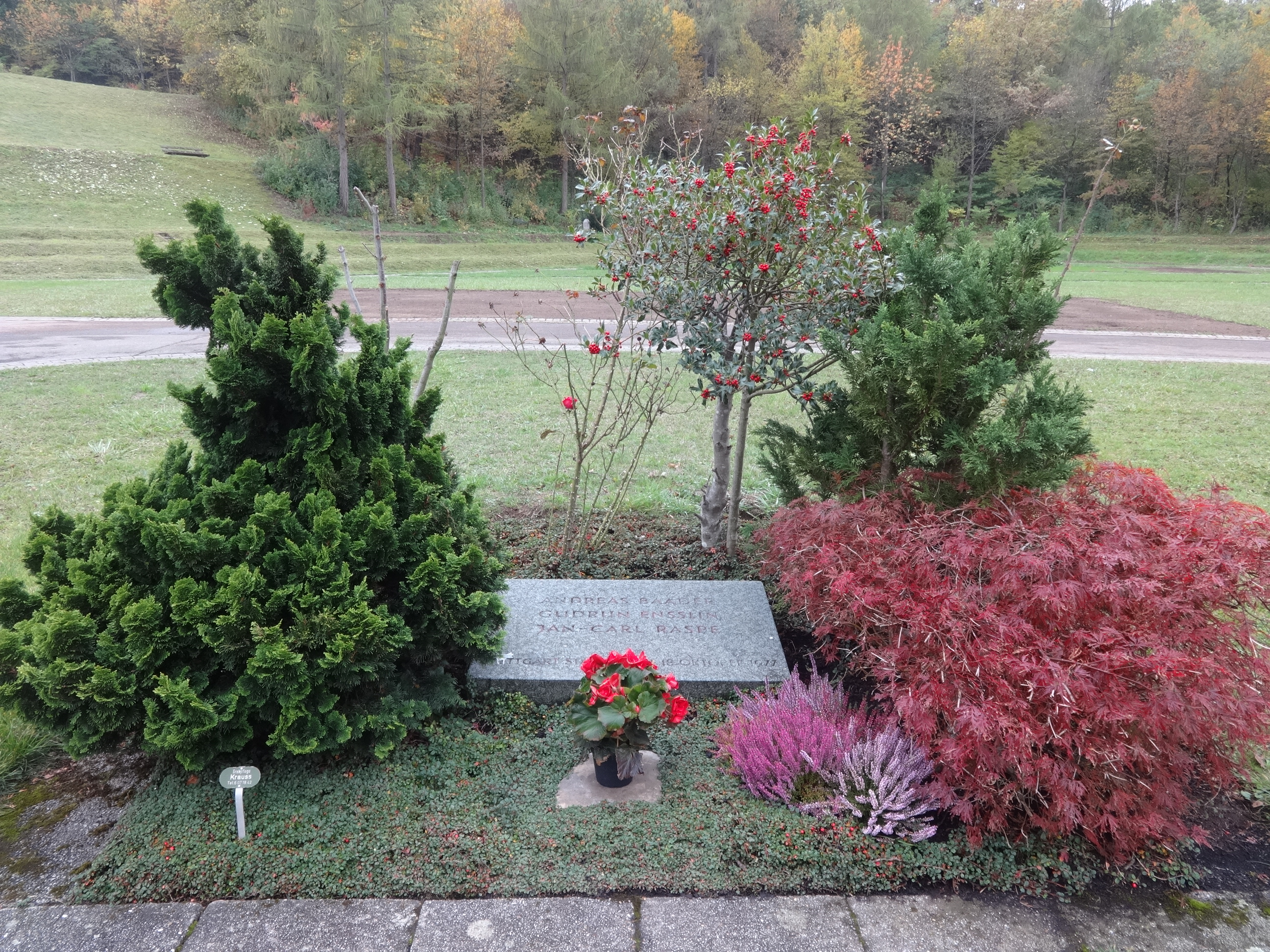
Grabstätte Baader-Ensslin-Raspe
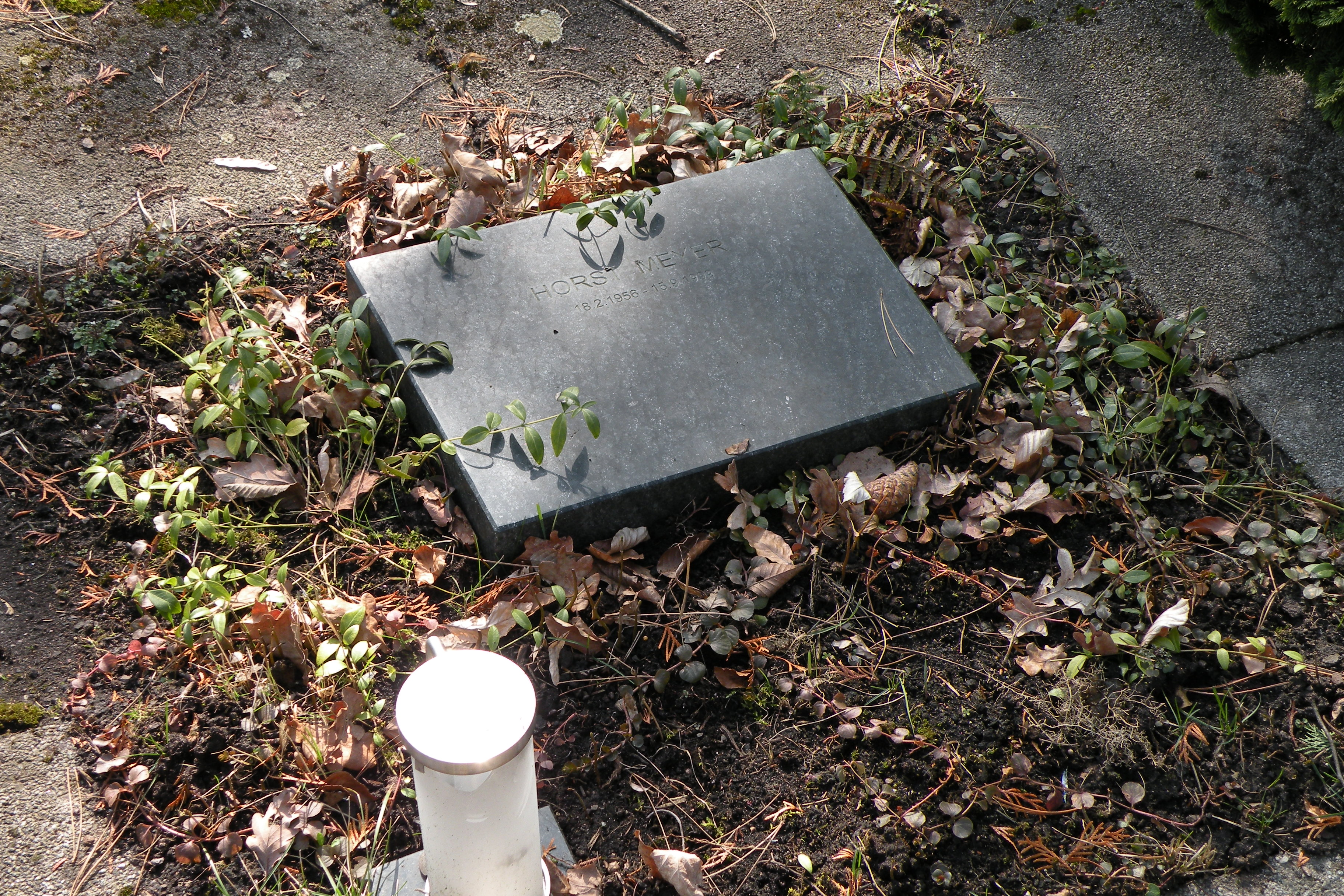
Grabstätte Horst Ludwig Meyer
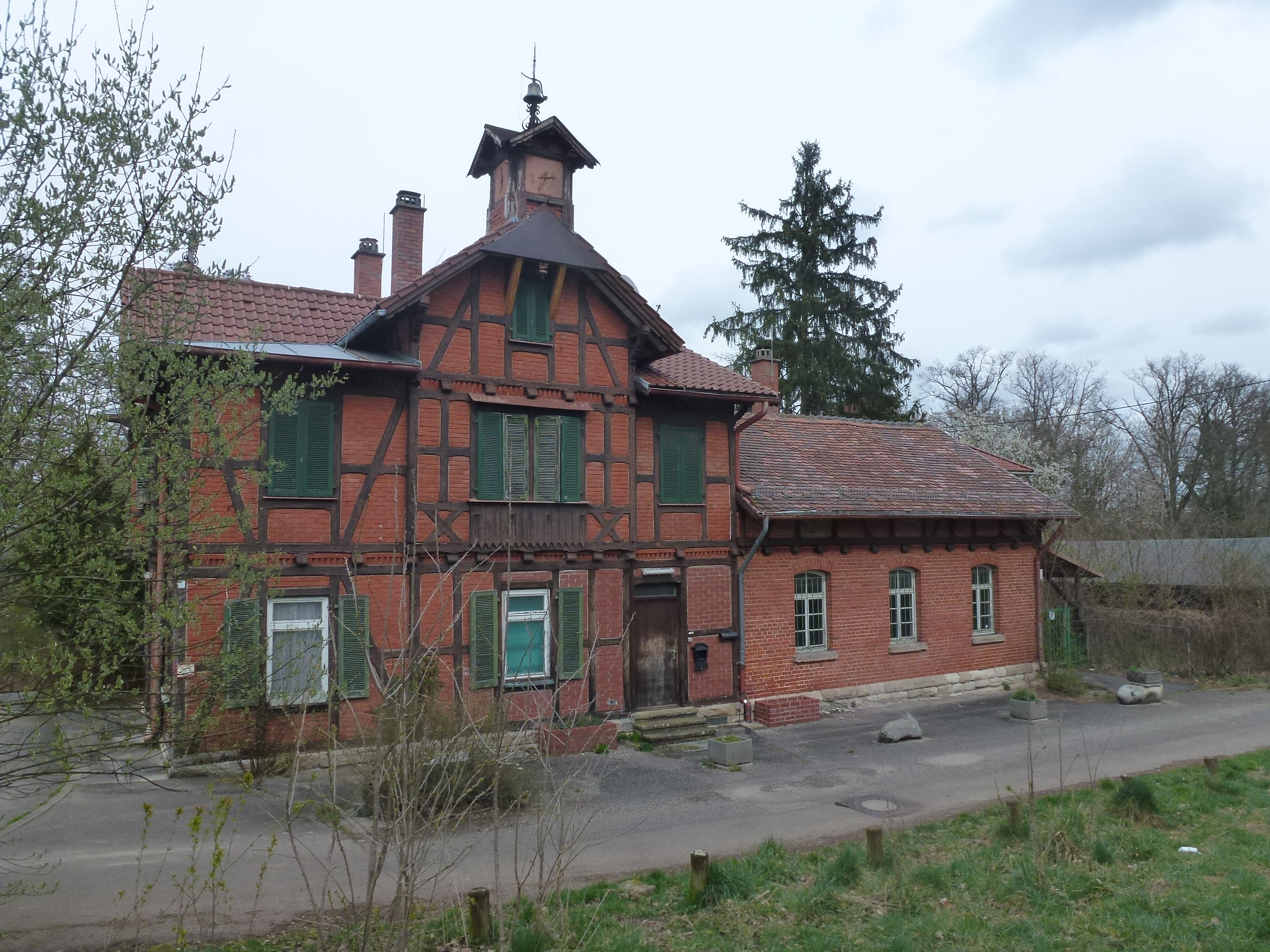
Garnisonsschützenhaus